# Phymatostetha javanensis
Phymatostetha javanensis är en insektsart som beskrevs av Victor Lallemand 1922. Phymatostetha javanensis ingår i släktet Phymatostetha och familjen spottstritar. Inga underarter finns listade i Catalogue of Life.